# Amelesagora
Amelesagora o Melesagora di Calcedonia (in greco antico: Ἀμελησαγόρας?, Amelēsagóras; fl. III secolo a.C.) è stato uno storico greco antico.
Dalle opere di Amelesagora attinsero Gorgia ed Eudemo di Nasso.
Massimo di Tiro parla di un Melesagora nativo di Eleusi e Antigono di Caristo cita un Amelesagora di Atene, autore di un'opera sull'Attica; i due sono probabilmente la stessa persona e forse coincidono anche con Amelesagora di Calcedonia.